# Sven Lindqvist (piłkarz)
Sven Bernhard Lindqvist (ur. 26 marca 1903 w Sztokholmie, zm. 25 stycznia 1987 tamże) – szwedzki piłkarz grający na pozycji pomocnika. W swojej karierze rozegrał 5 meczów w reprezentacji Szwecji.

## Kariera klubowa
Swoją karierę piłkarską Lindqvist spędził w klubie AIK Fotboll. Zadebiutował w nim w 1920 roku i grał w nim do 1932 roku. W sezonach 1922/1923 i 1931/1932 wywalczył z AIK dwa tytuły mistrza Szwecji.

## Kariera reprezentacyjna
W reprezentacji Szwecji Lindqvist zadebiutował 20 czerwca 1923 roku w wygranym 5:4 towarzyskim meczu z Finlandią, rozegranym w Gävle. W 1924 roku zdobył ze Szwecją brązowy medal na igrzyskach olimpijskich w Paryżu. Od 1923 do 1927 roku rozegrał w kadrze narodowej 5 spotkań.